# Rupa-Rupa

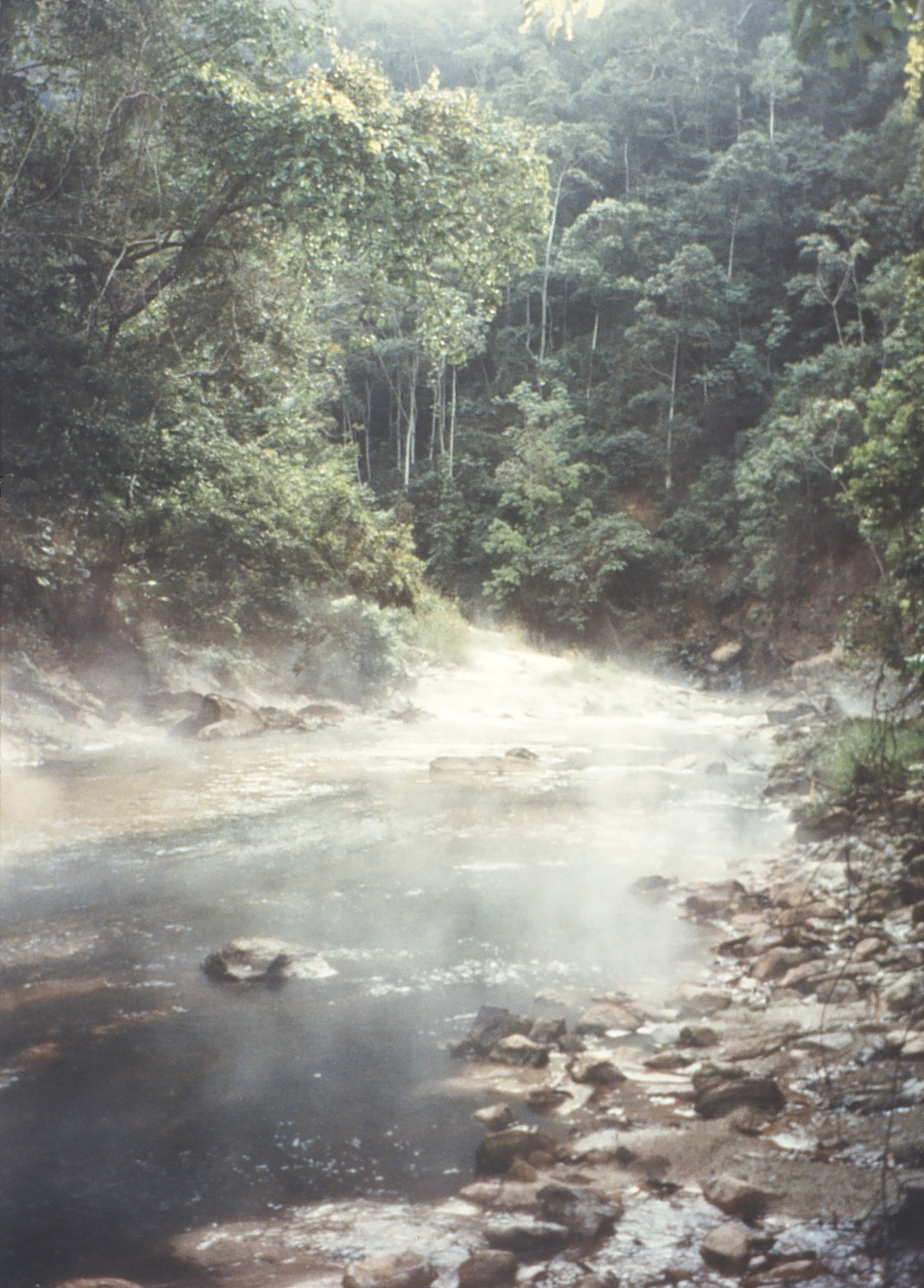
Heiße Quelle der Region Rupa-Rupa, Amazonas, Peru

Rupa-Rupa (Quechua rupha „brennend, heiß“), auch Selva alta (spanisch für „hoher/ hoch gelegener Wald“), ist eine Höhenstufe am Ostabhang der Anden von ca. 400 bis 1000 m Höhe über dem Meeresspiegel (nach Javier Pulgar Vidal) und entspricht damit der östlichen kollinen Höhenstufe.

## Klima
Das Klima ist heiß; selbst im Winter der Südhalbkugel sinkt die Temperatur nicht unter 15 °C, fällt jedoch mit steigender Höhe über dem Meeresspiegel. Es ist die regenreichste Zone des Andenraums.
Die Rupa-Rupa hat eine komplexe Orografie.